# Troszyn (powiat gryfiński)
Troszyn (do 1945 niem. Trossin) – wieś w Polsce położona w województwie zachodniopomorskim, w powiecie gryfińskim, w gminie Mieszkowice. Według danych z 2010 miejscowość liczyła 623 mieszkańców.
Wieś prawdopodobnie o rodowodzie słowiańskim, od ok. 1250 znajdowała się na terytorium powstałej Nowej Marchii; pierwsza wzmianka pochodzi z 1337 Od około 1495 do 1723 była własnością rodu von Sydow, następnie wielu innych, z których ostatni – grafowie Finck von Finckenstein – posiadali majątek Troszyn do 1945. Od 1945 leży w granicach Polski.
W miejscowości znajduje się kościół z 2. połowy XIII w., z wieżą dobudowaną w latach 1873–76; naprzeciwko kościoła kuźnia z 1896. Zespół pofolwarczny z XIX/XX w. leży w północnej części wsi, na jego terenie kilkupiętrowy elewator zbożowy z 1924 Park dworski pochodzi z początku XIX w., w części wschodniej posiada charakter krajobrazowy, w części zachodniej dominuje naturalistyczny park leśny.

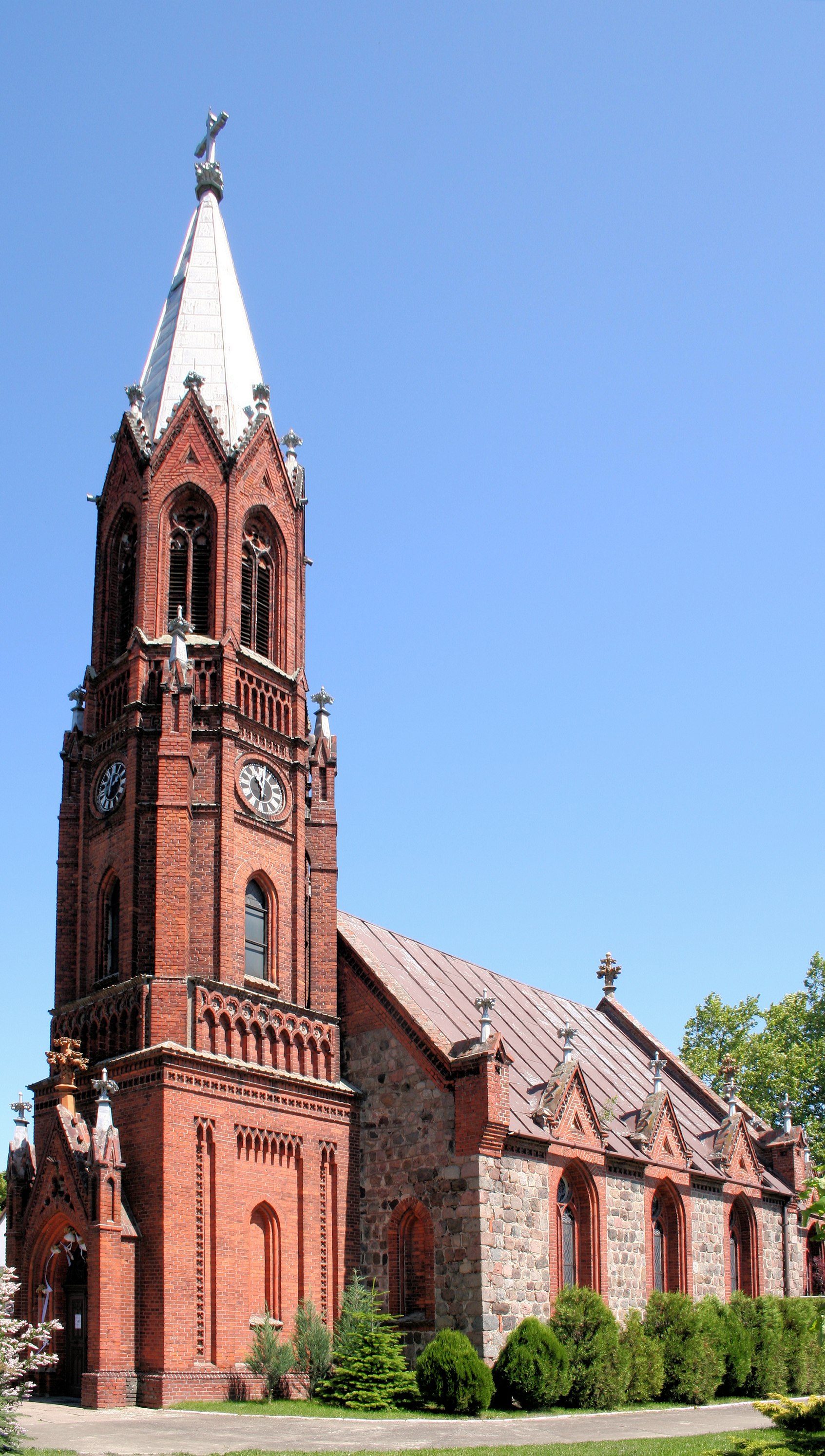
Kościół pw. Wniebowzięcia NMP

## Nazwa
Nazwa na przestrzeni wieków: Trossin 1337; Drossin 1368

## Układ przestrzenny
Zachowana owalnicowa forma przestrzenna głównego ciągu komunikacyjnego, czytelny podział wsi na część chłopską i założenie folwarczne o dominującym udziale w architektonicznym krajobrazie wsi, z dwoma podwórzami gospodarczymi na których znajduje się siedemnaście budynków wzniesionych przed II wojną światową, nie zachował się natomiast pałac wyburzony w latach 60. XX w. Podwórza zachowują pierwotną kompozycję geometryczną, wtórnie rozbudowane w latach wykorzystania przez Kombinat PGR Troszyn. W części chłopskiej przeważa budownictwo murowane, ceglane i kamienne oraz sporadycznie zachowane są obiekty ryglowe.
W północnej części wsi ulokowana jest kolonia mieszkalna, rozbudowana i poszerzona po 1945. Pomiędzy Troszynem a Smolnicą znajduje się Kopalnia Ropy Naftowej i Gazu Ziemnego „Zielin”.

## Historia
- VIII-poł. X w. – w widłach Odry i dolnej Warty znajduje się odrębna jednostka terytorialna typu plemiennego[4], prawdopodobnie powiązana z plemieniem Lubuszan. Na północy od osadnictwa grupy cedyńskiej oddzielały ją puszcze mosińska (merica Massen) i smolnicka (merica Smolnitz). Mieszkańcy zajmowali się gospodarką rolniczo-hodowlaną.
- 960–972 – książę Mieszko I opanowuje tereny nadodrzańskie, obejmujące obręb późniejszej kasztelani cedyńskiej, ziemię kiniecką i kostrzyńską[5]
- 1005 (lub 1007) – Polska traci zwierzchność nad Pomorzem[6], w tym również nad terytorium w widłach Odry i dolnej Warty
- 1112–1116 – w wyniku wyprawy Bolesława Krzywoustego, Pomorze Zachodnie uznaje zwierzchność lenną Polski
- Pocz. XIII w. – obszar na północ od linii Noteci-dolnej Warty i zachód od Gwdy w dorzeczu Myśli, Drawy, środkowej Iny, stanowi część składową księstwa pomorskiego; w niewyjaśnionych okolicznościach zostaje przejęty przez księcia wielkopolskiego Władysława Laskonogiego, a następnie jego bratanka, Władysława Odonica[7]
- 1250 – margrabiowie brandenburscy z dynastii Askańczyków rozpoczynają ekspansję na wschód od Odry; z zajmowanych kolejno obszarów powstaje następnie Nowa Marchia
- 2. poł. XIII w. – wybudowano kościół
- 1337 – wzmianka w księdze ziemskiej margrabiego brandenburskiego Ludwika Starszego pod nazwą Trossin, w ziemi mieszkowickiej[8]: „Trossin L, dos IIII, illi de Snerelingen pro seruicio XII, pactus X solidos, quondam dedit precariam”[9] – wieś liczy 50 łanów (mansos), wolne od ciężarów podatkowych są 4 łany parafialne (dos), lennikiem zobowiązanym do służby konnej jest Snerelingen (Snetelingen) posiadający 12 łanów, pakt (pactus, rodzaj podatku płacony rycerstwu przez chłopów) wynosi 10 szylingów (solidos), wcześniej również pobierano bedę (łac. precaria, podatek płacony księciu)
- 29.04.1368 – margrabia Otto nadaje dochody we wsi drossin myśliborskiemu mieszczaninowi Tidecke brackel; rodzina Snetelinge nie występuje już później w dokumentach związanych z Troszynem[10]
- 1402–1454/55 – ziemie Nowej Marchii pod rządami zakonu krzyżackiego
- 1433 – podczas wojny polsko-krzyżackiej, okoliczne tereny zostają zdobyte i splądrowane przez Husytów
- 1472, 1493 – wzmianki o właścicielu wsi, Jacobie Schmidt z Morynia
- 1495, 1505, 1536 – kolejne wzmianki o dobrach von Sydowów w Troszynie; wieś należała do nich do 1723
- 1503 – wzmianka o rodzie Ellingen we wsi
- 1535–1571 – za rządów Jana Kostrzyńskiego Nowa Marchia staje się niezależnym państwem w ramach Świętego Cesarstwa Rzymskiego
- 1538 – margrabia Jan kostrzyński oficjalnie wprowadza na terenie Nowej Marchii luteranizm jako religię obowiązującą
- 1701 – powstanie Królestwa Prus
- 1718 – wieś jest zubożała, nie ma pełnorolnych gospodarzy, jedynie 7 zagrodników
- 1723 – wieś zostaje sprzedana przez kapitana Ernsta Ludwiga von Sydow (1683-?); nowym właścicielem jest Ernst Ludwig von der Marwitz (1696-1725)
- 1731–1752 – właścicielem wsi jest rodzina von Wietersheim
- 1738 – wybudowany zostaje pałac[11]
- 1752 – właścicielem majątku zostaje major Bernhard Philipp Constantin von Blankensee z mieszkowickich dragonów; pod koniec posiadania przez tę rodzinę (do 1804) wieś liczy czterech gospodarzy i dziewięciu zagrodników
- Początek XIX w. – powstaje park przypałacowy
- 1805 – majątek nabywa graf Wilhelm Finck von Finckenstein

| Niemiecka nazwa       | Obiekt                            | Położenie            | Polska nazwa            | Ludność w 1852 |
| --------------------- | --------------------------------- | -------------------- | ----------------------- | -------------- |
| Capernaum (Kapernaum) | folwark, założony w 1779          | 2,3 km na płn.-zach. | Kępa Troszyńska         | 14             |
| Charlottenhof         | folwark, założony w 1 poł. XIX w. | 2,7 km na płn.-wsch. | Wielica [kopalnia gazu] | 12             |
| Parne(c)kel, Parnäkel | folwark, założony w XVIII w.      | 8 km na płd.         | [nie istnieje]          | 5              |

- 1806–1807 – Nowa Marchia pod okupacją wojsk napoleońskich; na mocy traktatu w Tylży w dniu 12.07.1807 wojska francuskie opuszczają terytorium państwa pruskiego z wyjątkiem niektórych ważniejszych twierdz, pod warunkiem spłaty bądź zabezpieczenia nałożonej na Prusy kontrybucji wojennej
- 1807–1811 – reformy gospodarcze Steina-Hardenberga dotyczące zniesienia poddaństwa chłopów w Prusach (najpierw w królewszczyznach, następnie w dobrach prywatnych); w zamian za uwłaszczenie dziedzic otrzymywał od chłopa odszkodowanie pieniężne, w postaci robocizny w określonym czasie lub części ziemi, przy czym to nie mogło przekroczyć połowy gospodarstwa chłopskiego
- 1810 – właścicielem majątku zostaje minister Otto Carl Friedrich von Voß (żona Karoline Maria Susanne Finck von Finckenstein, córka Karla Wilhelma Finck von Finckenstein, ministra za czasów Fryderyka II)
- 1815–1818 – reformy administracyjne Prus zmieniają strukturę Nowej Marchii; wieś należy do powiatu Chojna, w rejencji frankfurckiej, w prowincji brandenburskiej
- 1816 – obowiązek uwłaszczenia chłopów w Prusach ograniczono do gospodarstw sprzężajnych, tj. posiadających co najmniej dwa zwierzęta pociągowe (konie lub woły)
- 1850 – uwłaszczenie chłopów w Prusach rozszerzono na wszystkie gospodarstwa chłopskie, aczkolwiek do tego czasu wielu chłopów zostało przez panów usuniętych z ziemi lub zbankrutowało
- 2. poł. XIX w. – majątek w Troszynie, łącznie z folwarkami Kępa Troszyńska, Charlottenhof i Parnäkel, liczy 4863 morgi
- 1870–1880 – przebudowa parku przypałacowego pod kierunkiem Eduarda Neide, dyrektora berlińskiego Tiergarten; po południowej i zachodniej stronie pałacu rozciągał się romantyczny układ krajobrazowy z trzema stawami[11]
- 1871 – na drodze spadku od grafa von Voß, majątek przechodzi w ręce Günthera Finck von Finckenstein; rodzina ta posiada Troszyn do 1945
- 1871–1918 – Nowa Marchia w ramach zjednoczonego Cesarstwa Niemieckiego
- 1873–76 – przebudowano kościół i dobudowano wieżę kościelną
- 1896 – zbudowano kuźnię, usytuowaną naprzeciwko kościoła
- Przeł. XIX/XX w. – zbudowano folwark
- 13.05.1924 – umiera właściciel majątku, Günther Karl Heinrich Finck von Finckenstein; następcą zostaje syn Gerd Ulrich Günther Finck von Finckenstein
- 1924 – zbudowano elewator zbożowy
- 1928 – do okręgu Troszyna należy 163,2 hektary, zaś majątek liczy 1903,7 hektara
- 04.02.1945 – zajęcie wsi przez wojska 5 Armii 1 Frontu Białoruskiego
- Lata 60. XX w. – wyburzenie pałacu
- 1975–1998 – miejscowość należy administracyjnie do województwa szczecińskiego
- 1983 – konserwacja dzwonu na wieży kościelnej
- 1984–86 – zbudowano obok kościoła Dom Katechetyczny, który obecnie, po przeróbkach, spełnia funkcję plebanii
- 1986 – do kościoła dobudowano nową zakrystię w miejsce starej, rozebranej
- 26.08.1990 – erygowanie parafii pw. Wniebowzięcia Najświętszej Maryi Panny, z kościołem filialnym pw. Najświętszego Zbawiciela w Sitnie

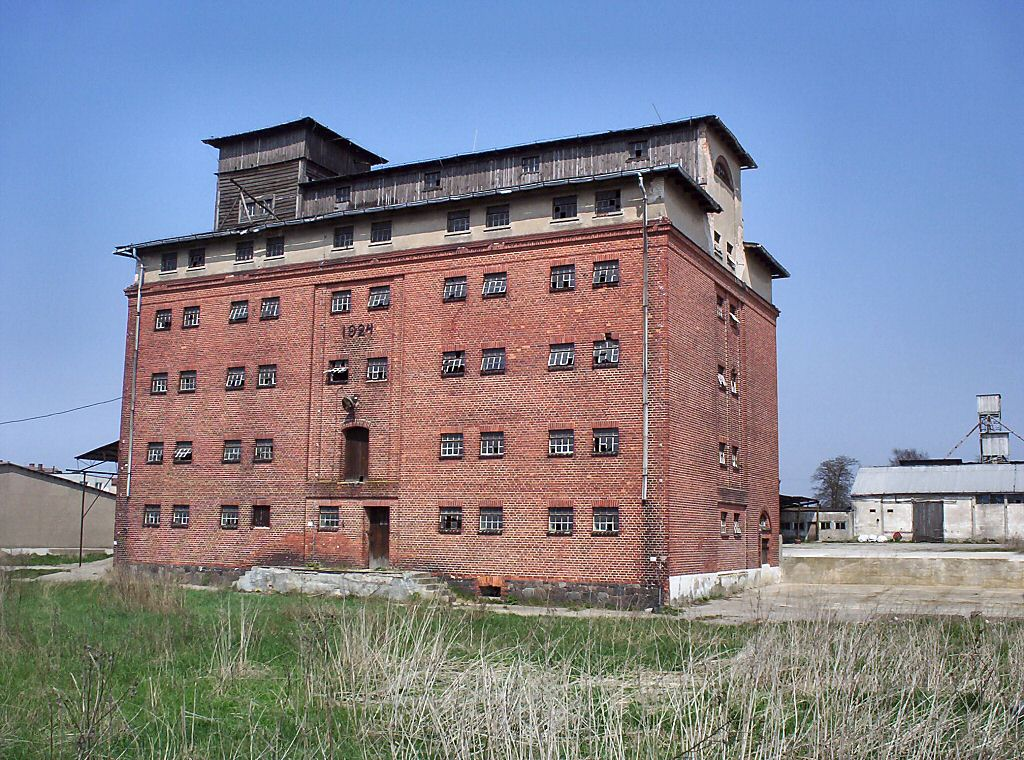
Elewator zbożowy z 1924

| Imię i nazwisko                 | Lata             |
| ------------------------------- | ---------------- |
| Snerelingen (Snetelingen)       | przed? 1337–1368 |
| Tidecke Brackel                 | 1368-?           |
| Jacob Schmidt                   | 1472, 1493       |
| von Sydow                       | przed? 1495–1723 |
| von Ellingen                    | 1505             |
| von der Marwitz                 | 1723–31          |
| von Wietersheim                 | 1731–52          |
| von Blankensee                  | 1752–1804        |
| Wilhelm Flinck von Finckenstein | 1805–10          |
| Otto Carl Friedrich von Voß     | 1810–71          |
| Finck von Finckenstein          | 1871–1945        |

## Ludność
Liczba ludności w ostatnich 3 wiekach (wieś i majątek):

## Edukacja
- Szkoła Podstawowa im. Wojska Polskiego

## Organizacje
- Koło gospodyń wiejskich
- Ludowy Klub Sportowy „Olimpia” Troszyn; założony 15.01.2003, barwy: biało-niebiesko-czerwone, prezes: Kamil Gawarski[20]
- Ochotnicza Straż Pożarna
- Spółdzielnia Mieszkaniowa „Pomoc”
- Dowództwo Okręgu Nadodrzańskiego Związku Strzeleckiego „Strzelec” RP
- Oddział Mieszkowice Związku Strzeleckiego „Strzelec” RP
- Koło Miejskie w Mieszkowicach Związku Weteranów i Rezerwistów WP z siedzibą w OSP Troszyn[21]

## Atrakcje turystyczne
- Kościół pw. Wniebowzięcia Najświętszej Maryi Panny – świątynia romańska, pierwotnie granitowa, zbudowana w 2. połowie XIII w., z wieżą dobudowaną w latach 1873–76. Na cmentarzu przykościelnym znajdują się nagrobki rodziny von Finckenstein.
- Kuźnia z 1896, usytuowana naprzeciwko kościoła.
- Zespół pofolwarczny z XIX/XX w. w płn. części wsi, z okazałym kilkupiętrowym elewatorem zbożowym z 1924.
- Park dworski – powierzchnia 9.6 ha, założony na początku XIX w. przez rodzinę von Finckenstein, przebudowany w latach 1870–1880; w części wschodniej posiada charakter krajobrazowy, w części zachodniej dominuje naturalistyczny park leśny. Zachowane do dziś drzewa okazowe: dąb czerwony, lipa srebrzysta, buk zwyczajny forma purpurowa, platan klonolistny, cis pospolity[11]. Wpisany do rejestru zabytków pod numerem 931[22].